# Andrzej Łuczak
Andrzej Łuczak (ur. 5 grudnia 1948 w Łodzi) – polski szachista i naukowiec (matematyk), mistrz międzynarodowy od 1979 roku.

## Kariera szachowa
W 1967 r. zdobył w Wiśle srebrny medal mistrzostw Polski juniorów do 20 lat. Dwukrotnie (w latach 1977 i 1979) wystąpił w rozegranych systemem szwajcarskim finałach mistrzostw kraju seniorów, nie osiągając znaczących sukcesów. W 1981 r. zdobył w Bydgoszczy srebrny medal mistrzostw Polski w szachach błyskawicznych. 
Czterokrotnie zdobył medale drużynowych mistrzostw Polki (wszystkie w barwach klubu "Start" Łódź): złoty (Kraków 1965), dwa srebrne (Wisła 1963, Warszawa 1966) oraz brązowy (Częstochowa 1964). Był również trzykrotnym medalistą drużynowych mistrzostw Polski w szachach błyskawicznych: złotym w barwach "Startu" (Poznań 1970) oraz dwukrotnie w barwach "Anilany" Łódź – złotym (Bydgoszcz 1987) i srebrnym (Katowice 1988).
W 1975 r. zwyciężył w turnieju open w Warszawie. W 1978 r. podzielił III miejsce w rozegranym w Łodzi memoriale Kazimierza Makarczyka. Rok później wystąpił w memoriale Akiby Rubinsteina w Polanicy-Zdroju. W 1981 r. podzielił III miejsce w Nałęczowie. W 1984 r. ponownie podzielił III miejsce w memoriale Kazimierza Makarczyka w Łodzi.
Najwyższy ranking w karierze osiągnął 1 stycznia 1979 r., z wynikiem 2440 punktów zajmował wówczas 2. miejsce (za Adamem Kuligowskim) wśród polskich szachistów. Od 1994 r. nie bierze udziału w turniejach klasyfikowanych przez Międzynarodową Federację Szachową.

## Kariera naukowa
Jest matematykiem, od 2012 r. profesorem dr habilitowanym (specjalność: teoria prawdopodobieństwa). Pracuje w Katedrze Teorii Prawdopodobieństwa i Statystyki na Wydziale Matematyki i Informatyki Uniwersytetu Łódzkiego. Promotorem jego rozprawy doktorskiej był Ryszard Jajte. Jest również potomkiem naukowym 4. stopnia Stefana Banacha.